# Club Atlético Peñarol (Paraná)
El Club Atlético Peñarol es un club de fútbol argentino de la ciudad de Paraná en la Provincia de Entre Ríos. Actualmente participa en la Liga Paranaense de Fútbol.
Sus instalaciones se encuentran emplazadas en el barrio Pirola y barrio Libertad, en cuyas inmediaciones se encuentra aproximadamente el 40% de la población total de la ciudad de Paraná, lo que lo convierte en unos de los clubes más populares de la ciudad. Su clásico rival es Sportivo Urquiza del barrio La Floresta, con quien disputa uno de los clásicos paranaenses.

## Historia
Fue fundado el 18 de noviembre de 1926. A lo largo de su historia ha logrado la obtención de 4 títulos de la primera división de la Liga Parananense de Fútbol y 8 títulos de la segunda división de la ya mencionada Liga. En 1975 participó en el Torneo Regional, torneo que otorgaba la clasificación al Torneo Nacional del mismo año.
En 2014, logró un buen desempeño en el Torneo del Interior, dirigido por Fabián Reynoso, quedando eliminado en semifinales tras perder por penales ante La Salle de Santa Fe.

## Títulos
Títulos de la Liga Paranaense de Fútbol:

### Primera División Liga Paranaense de Fútbol
- Oficial 1967
- Oficial 1974
- Apertura 2005
- Apertura 2010

### Segunda División Liga Paranaense de Fútbol
- Oficial 1943
- Oficial 1945
- Oficial 1953
- Oficial 1960
- Oficial 1973
- Apertura 1991
- Clausura 2000
- Apertura 2004

## Datos históricos

### Participación Torneo Regional 1975
Eliminado en segunda fase por el Club Atlético Ferrocarril de Concordia.
Segunda fase
| Club                    | Partido Ida | Partido Vuelta | Global |
| ----------------------- | ----------- | -------------- | ------ |
| Ferrocarril (concordia) | 3-1         | 0-2            | 3-3(v) |

(Perdió por goles de visitante)

### Participación Torneo Del Interior 2014
Fue elimina en segunda fase por La Salle Jobson de Santa Fe
Fase clasificatoria
| P  | Clubes           | Pts | Df  |
| -- | ---------------- | --- | --- |
| 1° | Peñarol (Parana) | 13  | +5  |
| 2° | Arsenal De Viale | 11  | +4  |
| 3° | Sportivo Urquiza | 7   | +1  |
| 4° | Deportivo Bovril | 3   | -10 |

Primera fase
| Club           | Partido Ida | Partido Vuelta | Global |
| -------------- | ----------- | -------------- | ------ |
| Ramsar Juniors | 2-0         | 0-1            | 2-1    |

Segunda fase
| Club            | Partido Ida | Partido Vuelta | Global |
| --------------- | ----------- | -------------- | ------ |
| La Salle Jobson | 0-1         | 2-2            | 2-3    |

### Personas destacadas
- Lulo Castillo (entrenador)
- Fabian Reynoso (entrenador)
- Mario Redondo (entrenador)
- Ariel Gorosito
- Luiz Uzin
- Guillermo Cabeza
- Javier Luna (entrenador)
- Omar Maldacena (preparador físico)
- José García (ayudante de campo y colaborador)